# James McAtee
James John McAtee (Salford, 18 de outubro de 2002) é um futebolista inglês que atua como meio-campista. Atualmente defende o Nottingham Forest.

## Carreira
Sua estreia pelo Manchester City foi no EFL Trophy de 2019–20, na derrota por 3 a 1 para o Bolton Wanderers. Ele ainda jogaria duas partidas na edição seguinte, contra Scunthorpe United (onde chegou a enfrentar seu irmão mais velho, John McAtee), Mansfield Town (vitória do City em ambas) e Tranmere Rovers (derrota dos Citizens).
A estreia pelo time principal foi em setembro de 2021, substituindo Josh Wilson-Esbrand na vitória por 6 a 1 sobre o Wycombe Wanderers, pela terceira fase da Copa da Liga Inglesa, e 2 meses depois fez seu primeiro jogo na Premier League (novamente entrando como substituto) na vitória por 3 a 0 sobre o Everton.

### Empréstimo ao Sheffield United
Em julho de 2022, McAtee foi emprestado por uma temporada ao Sheffield United, que disputava na época a EFL Championship (segunda divisão), estreando contra o West Bromwich Albion, marcando seu primeiro gol como profissional na partida frente ao Blackpool, que terminou empatada em 3 a 3. Pela Copa da Inglaterra, ele não chegou a enfrentar o City na semifinal devido às regras de competição da The Football Association que impedem atletas emprestados de enfrentarem seus clubes-mãe. A primeira passagem de McAtee pelos Blades durou 43 jogos e 9 gols marcados, tendo como destaque a conquista do acesso à Premier League.
De volta ao City, o meia disputou a pré-temporada na Ásia e faria mais um jogo pelo time principal em agosto de 2023, entrando no lugar de Kyle Walker na vitória por 3 a 0 sobre o Burnley antes de ser novamente emprestado ao Sheffield United até o final da temporada, não conseguindo evitar a queda do clube para a segunda divisão.

## Carreira internacional
Desde 2019, McAtee atua pelas seleções de base da Inglaterra, estreando pelo time Sub-18 com 2 gols no empate em 4 a 4 com a Noruega, em novembro do mesmo ano.
Também disputou 5 partidas pela seleção Sub-20 e representa a equipe Sub-21 dos Three Lions desde 2022.

## Vida pessoal
É irmão mais novo do atacante John McAtee, tendo-o enfrentado na EFL Cup de 2020–21. Seu pai, avô paterno e tios-avós foram jogadores de rúgbi, enquanto Alan Ball, Sr. (morto em 1982) e Alan Ball, Jr. (campeão mundial em 1966, falecido em 2007) eram bisavô materno e tio-avô, respectivamente.

## Estatísticas
- Atualizado até 10 de agosto de 2024[18]

| Clube                         | Temporada      | Campeonato     | Campeonato | Campeonato | Copa da Inglaterra | Copa da Inglaterra | Copa da Liga Inglesa | Copa da Liga Inglesa | Continental | Continental | Outros   | Outros | Total    | Total |
| Clube                         | Temporada      | Divisão        | Partidas   | Gols       | Partidas           | Gols               | Partidas             | Gols                 | Partidas    | Gols        | Partidas | Gols   | Partidas | Gols  |
| ----------------------------- | -------------- | -------------- | ---------- | ---------- | ------------------ | ------------------ | -------------------- | -------------------- | ----------- | ----------- | -------- | ------ | -------- | ----- |
| Manchester City               | 2021–22        | Premier League | 2          | 0          | 2                  | 0                  | 1                    | 0                    | 1           | 0           | 0        | 0      | 6        | 0     |
| Manchester City               | 2023–24        | Premier League | 1          | 0          | —                  | —                  | —                    | —                    | —           | —           | 0        | 0      | 1        | 0     |
| Manchester City               | 2024–25        | Premier League | 0          | 0          | 0                  | 0                  | 0                    | 0                    | 0           | 0           | 1        | 0      | 1        | 0     |
| Manchester City               | Total          | Total          | 3          | 0          | 2                  | 0                  | 1                    | 0                    | 1           | 0           | 1        | 0      | 8        | 0     |
| Sheffield United (empréstimo) | 2022–23        | Championship   | 37         | 9          | 5                  | 0                  | 1                    | 0                    | —           | —           | —        | —      | 43       | 9     |
| Sheffield United (empréstimo) | 2023–24        | Premier League | 30         | 3          | 2                  | 2                  | 0                    | 0                    | —           | —           | —        | —      | 32       | 5     |
| Sheffield United (empréstimo) | Total          | Total          | 67         | 12         | 7                  | 2                  | 1                    | 0                    | —           | —           | —        | —      | 75       | 14    |
| Total de jogos                | Total de jogos | Total de jogos | 70         | 12         | 9                  | 2                  | 2                    | 0                    | 1           | 0           | 1        | 0      | 83       | 14    |

1. ↑  Partidas pela Liga dos Campeões da UEFA
2. ↑  Inclui a Supercopa da Inglaterra

## Títulos
Manchester City (reservas e academia de base)
- FA Youth Cup: 2019–20[19]

Manchester City (principal)
- Supercopa da UEFA: 2023[20]
- Supercopa da Inglaterra: 2024[21]

### Individuais
- Jogador do Ano do time reserva e academia de base do Manchester City: 2021–22[22]
- Jogador do Mês da Premier League 2: Agosto de 2021[23]
- Jogador do Temporada da Premier League 2: 2021–22[24]
- Jovem jogador do Ano do Sheffield United: 2022–23[carece de fontes?]